# Pedro Rodríguez Flores y Díaz
El capitán Pedro Rodríguez Flores y Díaz (1609-1682) fue un oficial militar y estanciero español. Sirvió como capitán y alcalde de la Santa Hermandad en los pagos de Magdalena y Monte Grande (de la Costa)(San Isidro, Buenos Aires, Argentina) en los años 1655, 1656 y 1662.

## Biografía
Pedro nació en Buenos Aires en 1609, hijo de don Manuel Rodríguez Flores (nacido en Alcácer do Sal, Portugal) y Francisca Díaz Encinas, hija del piloto y cuarto poblador Pedro Díaz y de Catalina de Encinas Salazar, ambos españoles.
Se casó en tres oportunidades y dejó amplia descendencia en Buenos Aires.
Por los años 1630 recibió el rango de capitán.
Fue fiador de Miguel Riblos en una ocasión, a quien respaldó con gran cantidad de ganado para abastecer el mercado de carne, acreditando la buena calidad de las reses.
En el año 1664 fue censado en el Padrón de Buenos Aires bajo el número 155.
En su testamento en 1679, dice que dejó una estancia, chacra, casa y solares.
Falleció en 1682 y fue enterrado en la Merced.

## Matrimonios y descendencia
Pedro Rodríguez Flores y Díaz se casó tres veces:
1. En 1634 con Mariana Rodríguez de las Varillas (1610),[6] hija del arquitecto Francisco Martín Cordovés[6] y Francisca Rodríguez de las Varillas.[6] Francisca era descendiente de Gonzalo Rodríguez de las Varillas, quien descendía del conde Ramón de Tolosa;[7] y por vía paterna del conde Vela de Aragón,[8] descendientes así del rey Sancho Ramírez.[9] Pedro y Mariana tuvieron los siguientes hijos: 
  - María Antonia (1630).[6]
  - Isidoro (1635), fallecido en la infancia.[6]
  - Magdalena (1640)[5] casada en primeras nupcias en 1662 con Juan de Borda y Peralta y en segundas en 1682 con Francisco Dami de Sotomayor.[6]
  - El capitán Lázaro Rodríguez Flores (1642),[6] casado en primeras nupcias en 1670 con Gerónima Méndez de Castro (hija de Juan de Castro y Saravia y Ana de los Santos Rebollar), y en segundas en 1695 con Isabel de Peralta (hija del capitán Felipe de Peralta y Gerónima Ramos de Cabrera).[6]
  - El capitán Juan Francisco Rodríguez Flores (1643),[6] casado con Margarita Lobo (hija de Miguel Gómez de Saravia y Luys de Figueroa y Magdalena Lobo y Encinas).[6]
  - El capitán Manuel Rodríguez Flores (c. 1635),[6] casado en primeras nupcias en 1658 con Juana de Saravia (hija de Gregorio de la Torre y Juana Gómez de Saravia). Y en segundas en 1677 con Catalina de Amorim y Martínez (hija del teniente Manuel García y catalina Martínez).[6]
2. En 1649 con María Navarro Urquiola (1605),[6] hija del escribano Gregorio Navarro Urquiola, último poblador, y de María Coutinho y Mendoza. Pedro y María tuvieron seis hijos, todos los cuales murieron en la niñez.[6]
3. En 1656 con María Magdalena García Fonseca y Sanabria (c. 1630),[5] hija de Juan García Siñero "el mozo" y de Catalina de Fonseca.[6] Pedro y María Magdalena procrearon estos hijos: 
  - Partida de casamiento de don Pedro Rodríguez Flores y Díaz y María Magdalena García Fonseca y Sanabria en 1656 en la Parroquia de la Merced, en Buenos Aires.Francisca (1657), fallecida joven.[6]

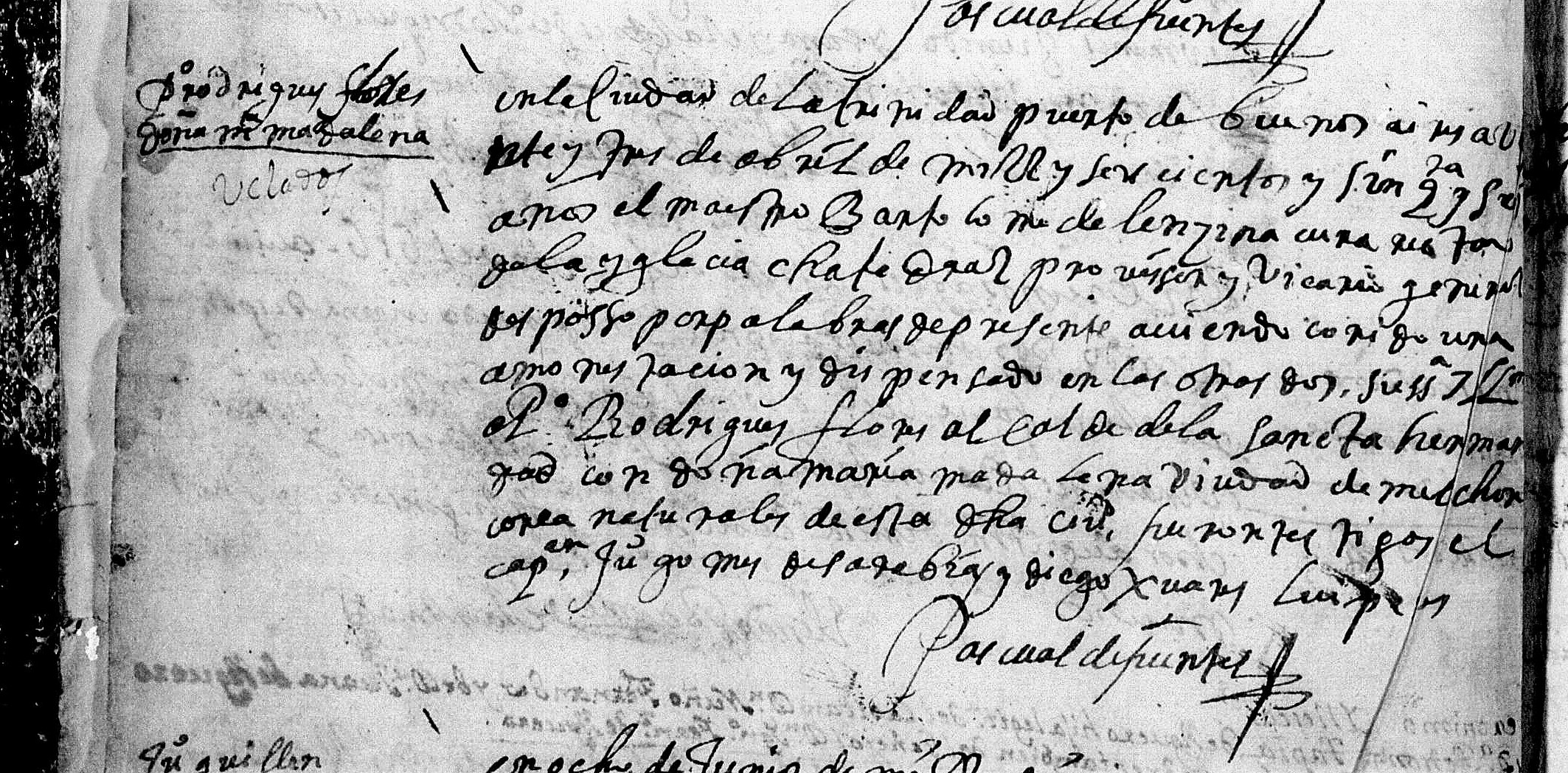
Partida de casamiento de don Pedro Rodríguez Flores y Díaz y María Magdalena García Fonseca y Sanabria en 1656 en la Parroquia de la Merced, en Buenos Aires.

  - Gracia (1656), quien también falleció joven.[6]
  - Pedro Rodríguez Flores y Sanabria (1660),[6] casado en 1679 con María Gómez y Ramírez,[6] quienes tuvieron la siguiente descendencia: 
    - Juan Rodríguez Flores (1682),[6] casado en 1708 con Francisca de Peralta. Este matrimonio tuvo los siguientes hijos: Francisca (1710); Isabel (1717), casada con Joseph Bentura Póveda (hijo de Sebastián de la Póveda y bisnieto del capitán Pedro de la Póveda y Valdez); Pedro; Abundio; María Sabina; Gabriela Rita, María Josepha; Basilia y Faustino.[6]
    - Ana María (1690),[6] casada en 1725 con Juan Bautista de Merlo.[6]
    - Antonio, Fray mercedario.[6]
    - Gerónima (1692).[6]
    - Pascuala María, casada con Pedro Valenzuela.[6]